# Bandeira de Durazno
A Bandeira de Durazno é um dos símbolos oficiais do Departamento de Durazno, uma subdivisão do Uruguai. Foi criada pelo arquiteto Andrés Martínez Bruno, que venceu um concurso do qual participaram outros 248 projetos. Foi içada pela primeira vez em 12 de outubro de 2000, dia no qual se comemorou o 179° aniversário da fundação de cidade de Durazno, capital do departamento.

## Descrição
Seu desenho consiste em um retângulo de fundo azul escuro. No centro estão 18 estrelas amarelas de seis pontas, sendo que uma das pontas de cada estrela está voltada para o centro do círculo. No centro do círculo há uma estrela de 12 pontas também amarela em cujo centro está uma lamparina estilizada.
Por trás da estrela central estão duas linhas curvas ascendentes na cor azul celeste.

## Simbolismo
As dezoito estrelas que formam um círculo representam os dezoito departamentos uruguaios, sendo a estrela maior localizada no centro a que representa Durazno. O fato de a estrela estar localizada no centro remete ao fato de que o departamento está localizado no centro do país.
As linhas azuis representam os rios Yí e Negro, que banham o departamento.